# Теплівська сільська рада (Пирятинський район)
Теплівська сільська рада — адміністративно-територіальна одиниця у Пирятинському районі Полтавської області з центром у c. Теплівка. Населення — 1071 особа.

## Населені пункти
Сільраді підпорядквані населені пункти:
- c. Теплівка

## Географія
Територією сільради протіка річка Оржиця.

## Населення
Згідно з переписом УРСР 1989 року чисельність наявного населення сільської ради становила 1277 осіб, з яких 566 чоловіків та 711 жінок.
За переписом населення України 2001 року в сільській раді мешкали 1062 особи.

### Мова
Розподіл населення за рідною мовою за даними перепису 2001 року:
| Мова       | Відсоток |
| ---------- | -------- |
| українська | 98,51 %  |
| російська  | 1,31 %   |